# Болонь (Амурський район)
Боло́нь (рос. Болонь) — село (в минулому — селище міського типу) у складі Амурського району Хабаровського краю, Росія. Адміністративний центр Болонського сільського поселення.

## Населення
Населення — 946 осіб (2010; 1136 у 2002).
Національний склад (станом на 2002 рік):
- росіяни — 91 %